# 1993 aux États-Unis
Pour des articles plus généraux, voir Chronologie des États-Unis et 1993.
Chronologie des États-Unis
- 1989
- 1990
- 1991
- 1992
- 1993
- 1994
- 1995
- 1996
- 1997

Cette page concerne des événements d'actualité qui se sont produits durant l'année 1993 du calendrier grégorien aux États-Unis.

## Gouvernement
- Président : George H. W. Bush jusqu'au 20 janvier, puis Bill Clinton
- Vice-président : Dan Quayle jusqu'au 20 janvier, puis Al Gore
- Secrétaire d'État : Lawrence Eagleburger jusqu'au 20 janvier, puis Warren Christopher
- Chambre des représentants - Président : Tom Foley (Parti démocrate)

## Événements
- La faiblesse de la croissance économique a contribué au maintien d'un déficit budgétaire élevé et par conséquent à l'échec de la loi OBRA90. Le président Clinton et le Congrès nouvellement élu doivent s'entendre sur une nouvelle loi programme de réduction du déficit fédéral.
- 20 janvier : début de la présidence démocrate de Bill Clinton[1].
- 5 février : loi sur le congé familial[2].
- 11 février : nomination de la première femme (Janet Reno) au poste d'Attorney General, par le président Bill Clinton.
- 26 février : un attentat à l'explosif au World Trade Center de New York fait six morts et un millier de blessés.
- 28 février - 19 avril : siège de Waco (Texas). 200 agents du FBI donnent l'assaut au ranch de Waco où se sont retranchés des membres de la secte d'extrême droite des « Branch Davidians » après un échange de coups de feu avec des agents fédéraux de l'ATF. 4 policiers et 82 membres de la secte furent tués durant le siège.
- 3 mars : le président Clinton annonce un retrait progressif des forces américaines à l'opération Restore Hope en Somalie. Le nombre de militaires déployés passe de 40 000 à 4 000 hommes.
- 4 mars : annonce de la capture de l'auteur présumé des attentats du World Trade Center.
- 12 mars : tension entre États-Unis et Corée du Nord sur le problème des installations nucléaires.
- 22 mars : premier Pentium de la société Intel.
- 26 mars : Le président Clinton annonce la fin de l'opération Restore Hope. 4 000 soldats restent cependant sur place sous commandement de l'ONU.
- 4 avril : première rencontre Eltsine-Clinton à Vancouver (Canada).
- Avril - octobre : inondation du Midwest.
- 19 mai : Travelgate. Renvoi des responsables de l’agence de voyage de la Maison-Blanche.
- 20 mai : loi sur l’inscription automatique sur les listes électorales[3].
- 14 juillet : abandon par Bill Clinton du programme IDS.
- 8 août : Opération Gothic Serpent. L'échec de l'ONU pour rétablir la paix en Somalie oblige à un renforcement supplémentaire de 600 hommes des forces spéciales américaines à Mogadiscio. Les forces présentes repassent sous contrôle direct des États-Unis. Des opérations militaires sont lancées en Somalie sans concertation avec l'ONU pour capturer un important chef somalien : Mohamed Farrah Aïdid. Mais l'échec de l'opération, et l'impact médiatique de la bataille de Mogadiscio (mort de 19 soldats américains) aboutit au retrait américain en 1994.
- 10 août : Omnibus Budget Reconciliation Act (OBRA93). La précédente loi OBRA90 n'a pas permis de réduire efficacement le déficit budgétaire, obligeant le Congrès à voter une nouvelle législation. L'OBRA93 est une loi programme quinquennal réduisant le déficit de 500 milliards de dollars sur cinq ans. Le retour à l'équilibre du budget, prévu en 2002 se fera pour 50 % sur des augmentations d'impôts et pour 50 % sur des baisses de dépenses.
  - Accroissement de la fiscalité de 250 milliards de dollars.
    - Majoration de 115 milliards de dollars de l'impôt sur le revenu (nouvelles tranches de 36 % pour les revenus supérieurs à 150 000 $ et de 39,6 % pour les revenus supérieurs à 250 000 $).
    - Le plafond salarial des cotisations sociales passe de 50 à 85 %, augmentant de 25 milliards de dollars les ressources pour financer la Sécurité Sociale.
    - Création d'une nouvelle taxe de 2,8 % sur les revenus supérieurs à 135 000 $ pour financer les programmes Medicare et Medicaid, rapportant 29 milliards de dollars. Suppression de la limite d'imposition sur le salaire pour les cotisations santé.
    - Majoration de 27 milliards de dollars de certaines redevances publiques.
    - Nouveaux droits d’accise sur les carburants de 4,3 cents par gallon, rapportant 24 milliards de dollars.
    - Hausse de 15 milliards de dollars de l'impôt sur les bénéfices des entreprises (taux passant à 35 %).

  - Restriction des dépenses fédérales de 329 milliards de dollars (partiellement compensées par la hausse de certaines dépenses demandées par le président).
    - Coupe de 112 milliards de dollars dans le budget de la défense (suppression de 100 000 emplois fédéraux).
    - Suppression de 11 programmes de dépenses discrétionnaires pour 10 milliards de dollars.
    - Gel partiel des salaires des fonctionnaires fédéraux pour 11 milliards de dollars.
    - Rationalisation des dépenses administratives pour 11 milliards de dollars.
    - Suppression pour 5 milliards de dollars de subventions agricoles.
    - Économie de 16,5 milliards de dollars dans le système de gestion de la dette fédérale.

  - Baisse des subventions fédérales à l’agriculture et à l’éducation
  - Compressions des budgets des programmes Medicare et Medicaid (compressions des marges des assurances et des hôpitaux, déremboursement d'actes médicaux) pour 56 milliards de dollars.
- L'administration Clinton présente une nouvelle loi sur une refonte complète du système de santé visant à instaurer une concurrence administrée par l'État du système de soin national. Le projet devrait fournir une couverture de santé universelle aux quelque 37 millions d'Américains qui en sont dépourvus. Le coût de la réforme, estimé à 35 milliards de dollars, serait financé en partie par des économies administratives sur la gestion du système de santé, estimées à 50 milliards de dollars et par la majoration d'1 cent de l'impôt sur les cigarettes.
- Le président a également demandé au Congrès un budget supplémentaire pour financer de nouveaux investissements d'infrastructures, de dépenses sociales, et de subventions à l'éducation, d'un montant de 200 milliards de dollars.
- 13 septembre : accords d'Oslo signés à Washington.
- Septembre : loi sur le service national. De jeunes Américains peuvent financer leurs études en accomplissant quelques années au service de la communauté.
- 17 novembre : l'ALENA entre les États-Unis, le Canada et le Mexique est ratifié par le Congrès américain[4].
- 30 novembre : loi Brady sur le contrôle des armes à feu[5].
- 14 décembre : accord difficile entre les États-Unis et l'Union européenne dans le cadre du GATT, en particulier sur le sujet des productions culturelles.

## Économie et société
- Heurts commerciaux avec le Japon.
- Renouvellement de la clause de la nation la plus favorisée pour la Chine.
- Renoncement au projet « lift and strike » pour la Bosnie-Herzégovine.
- Sous le premier mandat de Clinton, environ 9,5 millions d’emplois nets sont créés, soit un rythme de croissance annuelle de 1,9 %, pour un accroissement de 1,2 % de la population active.
- La famille Walton, avec un patrimoine de 23,5 milliards de dollars (principalement 38 % des actions de la chaîne de supermarchés Wal-Mart Stores), possède la deuxième fortune mondiale après celle du sultan de Brunei.
- 6,8 % de chômeurs
- Hausse historique du déficit à 5,4 % du PIB
- Le rendement de l'impôt sur le revenu atteint 406 milliards de dollars, son plus haut historique.

## Culture

### Cinéma

#### Films américains sortis en 1993
- la liste de schiendler

#### Autres films sortis aux États-Unis en 1993
- x

#### Oscars
- Meilleur film :
- Meilleur réalisateur :
- Meilleur acteur :
- Meilleure actrice :
- Meilleur film documentaire :
- Meilleure musique de film :
- Meilleur film en langue étrangère :

## Naissances en 1993
- 12 février : Jennifer Stone, actrice.
- 13 mai : Debby Ryan, actrice.
- 14 mai : Miranda Cosgrove, actrice et chanteuse.
- 26 juillet : Taylor Momsen, actrice.
- 11 août : Alyson Stoner, actrice.
- 7 décembre : Jasmine Villegas, chanteuse.
- 8 décembre : AnnaSophia Robb, actrice.

## Décès en 1993
- 6 janvier : Dizzy Gillespie, trompettiste, compositeur et chef d'orchestre de jazz. (° 21 octobre 1917).
- 20 janvier : Audrey Hepburn, actrice. (° 4 mai 1929).
- 21 janvier : Charlie Gehringer, baseballeur. (° 11 mai 1903).
- 6 février : Arthur Ashe, joueur de tennis. (° 10 juillet 1943).
- 11 février : Joy Garrett, actrice. (° 2 mars 1945).
- 27 février : Lillian Gish, actrice. (° 14 octobre 1893).
- 17 mars : Helen Hayes, actrice. (° 10 octobre 1900).
- 31 mars : Brandon Lee, acteur. (° 1er février 1965).